# Santa Rosa de Viterbo (meteorito)
El meteorito de Santa Rosa de Viterbo fue supuestamente encontrado en 1810, en la colina de Tocavita, cerca de la ciudad que lleva el mismo nombre en la zona nortecentral de Boyacá, Colombia 

## Historia

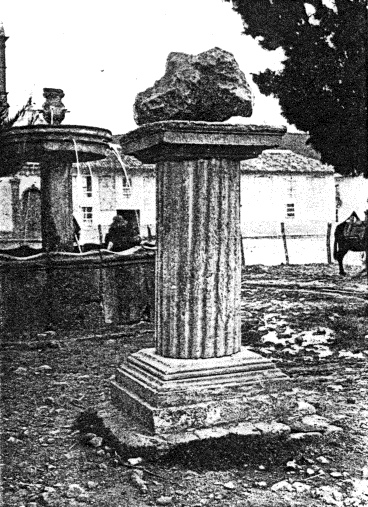
Meteorito siendo exhibido en la plaza central de la ciudad

A principios de 1810, en un sábado santo, una mujer llamada Cecilia Corredor encontró el meteorito cerca de la ciudad en la colina de Tocavita. Se trasladó al centro urbano de Santa Rosa de Viterbo donde sirvió como yunque en la fundición de hierro de la ciudad durante mucho tiempo. El 8 de septiembre de 1877, el alcalde de la ciudad en ese momento tenía el meteorito colocado en una columna de piedra y expuesto en el parque central de la ciudad. Durante la presidencia de Rafael Reyes Prieto, el meteorito fue trasladado a Bogotá y fue dividido en dos piezas; Una pieza se colocó en el Museo Nacional de Colombia y la otra en museos extranjeros. En un tiempo posterior, los jesuitas encontraron 3 fragmentos más del mismo meteorito.
El traslado a Bogotá se dio de manera irregular por parte del aventurero y colector de piezas Henry Augustus Ward. El trato entre Ward y las autoridades del municipio era cambiar el aerolito por una estatua del presidente Reyes Prieto. Cuando el meteorito se encontraba en el sector de La Caro, a 30 kilómetros de Bogotá, el mismo Presidente Reyes ordenó a la Policía retener el carruaje que llevaba el aerolito.

## Especímenes
Cuando el meteorito fue removido de la plaza principal de Santa Rosa de Viterbo y llevado a Bogotá, se dividió en veinte partes. Una sola pieza, de 411 kilogramos, permaneció en Bogotá y se colocó en el Museo Nacional de Colombia donde permanece mientras que los otros fueeon llevados al extranjero para ser dejado en otros museos. Los otros fragmentos encontrados se encuentran principalmente en la Pontificia Universidad Javeriana, la Universidad Nacional de Colombia, Universidad Sergio Arboleda y la Universidad de La Salle.